# Dasorgyia semenovi
Dasorgyia semenovi är en fjärilsart som beskrevs av Grum-grshimailo 1891. Dasorgyia semenovi ingår i släktet Dasorgyia och familjen tofsspinnare. Inga underarter finns listade i Catalogue of Life.